# اسپیراپریلات
اسپیراپریلات (انگلیسی: Spiraprilat) یک متابولیت فعال اسپیراپریل است.